# 부산 해운정사 전법게
해운정사 전법계(海雲精舍 傳法偈)는 부산광역시 해운대구 우동 해운정사에서 소장하고 있는 등등상속에 부쳐 내려진 서신 형식의 문서이다. 2014년 9월 24일 부산광역시의 유형문화재 제149호로 지정되었다.

## 개요
부산광역시 해운대구 우동 해운정사에서 소장하고 있는 등등상속에 부쳐 내려진 서신 형식의 문서.
전법게는 서신 형식으로 서두에 법을 받는 사람의 이름을 밝히고 말미에 법을 전하는 이의 설(說)을 적은 문서이다.
「해운정사 전법게(海雲精舍 傳法偈)」는 태고 보우(太古 普愚)로부터 전해진 한국 불교의 법맥을 이은 3종 6건의 등등상속(燈燈相續)과 여기에 부쳐 내려진 전법게(傳法偈) 가운데 20대 법손인 혜월 혜명(慧月 慧明)으로부터 21대인 운봉 성수(雲峰 性粹), 22대인 향곡 혜림(香谷 蕙林), 23대인 진제 법원(眞際 法遠)에 걸쳐 4대에 전해진 것이다.

## 참고 문헌
- 해운정사 전법계 - 국가유산청 국가유산포털